# Entraygues-le-fel
Pour les articles homonymes, voir Entraygues (homonymie).
Entraygues-et-du-fel est l'appellation d'origine d'un vin français, préservée via une AOC, issu du terroir d'Entraygues-sur-Truyère, situé principalement dans le département de l'Aveyron et dans une moindre mesure dans le département du Cantal.

## Histoire

### Moyen Âge
Entraygues-sur-Truyère et Le Fel ont toujours été la barrière la plus septentrionale du vignoble rouergat. Et, sur la voie navigable qu'était alors le Lot, Entraygues était aussi l'ultime étape. Les « gabarriers » descendaient les barriques de vin vers la basse Guyenne. Ainsi, grâce à ce commerce fluvial, tous les cépages du sud-ouest furent implantés dans la région d'Entraygues.

### Époque moderne
Le coustoubi était le sobriquet du paysan des coteaux. Maraîcher, il vendait son surplus de fruits, de légumes et de vin. Avec une carriole et un mulet, il partait vendre à Laguiole, Nasbinals, Saint-Urcize. Au marché, le vin du coustoubi servait de monnaie d’échange comme le fromage du mountagnol.

### Période contemporaine
Les appellations des vins d'Entraygues et du Fel ont été préservées via le label Vin de Qualité Supérieure dès 1965 puis Appellation d'Origine Contrôlée en 2011.

## Situation géographique

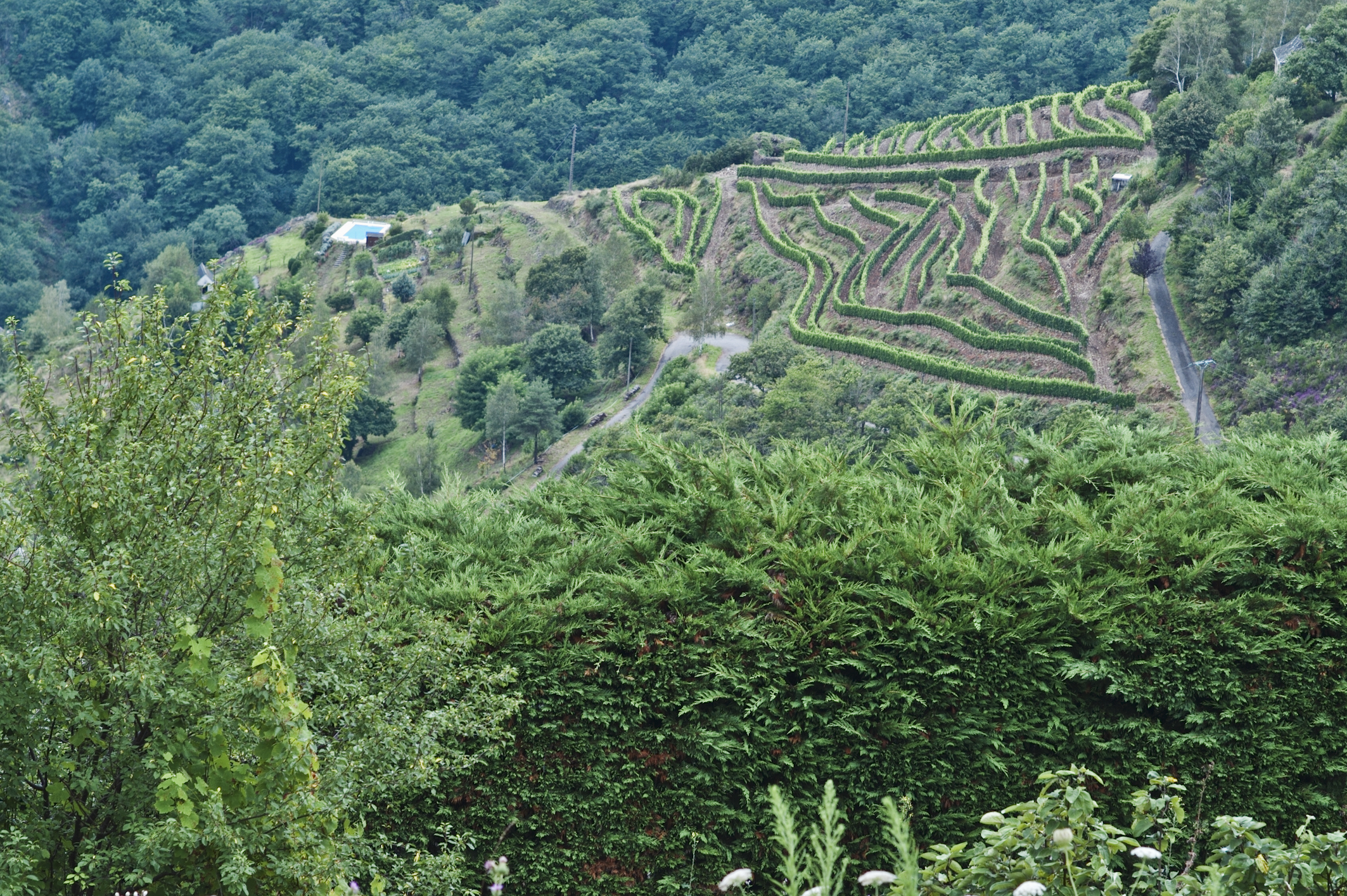
Le Fel et son vignoble

Située aux confins du Rouergue et de la Haute-Auvergne, le terroir des vins d'Entraygues et du Fel est accroché aux versants de la haute vallée de la rivière Lot orientés plein sud.

### Géologie
Le vignoble est établi sur des planches de culture en terrasse, les faisses (du rouergat faïssa). Il est établi sur deux types de sol: le schiste du Fel et le granite et le barène (sable issu de la désagrégation du granite) d'Entraygues.

### Climatologie
Vignoble sous l'influence des climats méditerranéen et montagnard.
| Mois                              | jan. | fév. | mars | avril | mai  | juin | jui. | août | sep. | oct. | nov. | déc. |
| --------------------------------- | ---- | ---- | ---- | ----- | ---- | ---- | ---- | ---- | ---- | ---- | ---- | ---- |
| Température moyenne (°C)          | 3    | 4    | 6,4  | 8,5   | 12,6 | 16,2 | 18,8 | 18,9 | 15,4 | 11,9 | 7,6  | 4    |
| Température maximale moyenne (°C) | 6    | 7    | 11   | 13    | 17   | 22   | 26   | 26   | 20   | 15   | 9    | 7    |

## Vignoble

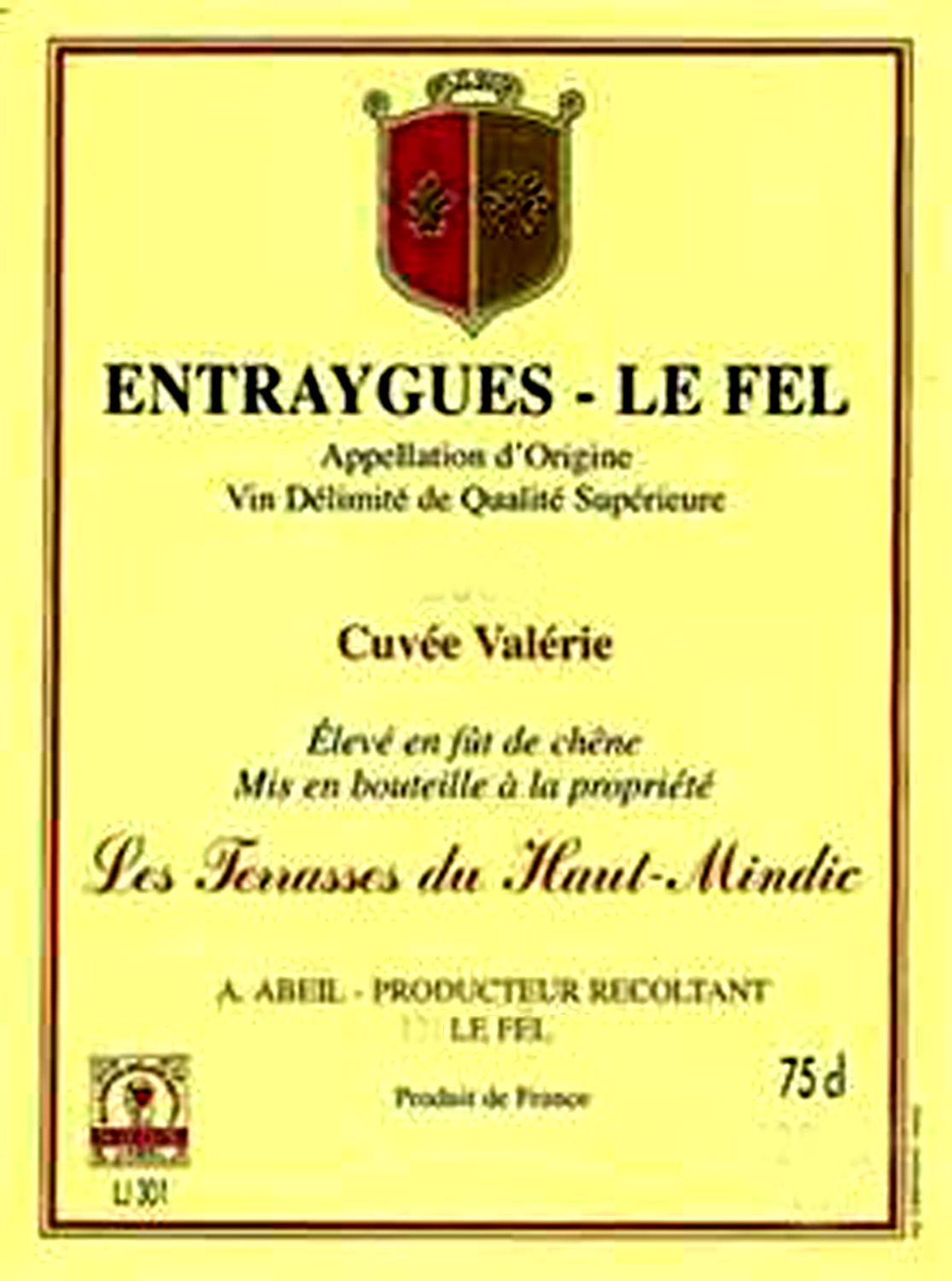
AO VDQS Entraygues-et-du-fel

### Présentation
Le vignoble s'étend dans les communes d'Entraygues-sur-Truyère, Le Fel, Campouriez, Florentin-la-Capelle, Golinhac et Saint Hippolyte pour le département de l'Aveyron et dans les communes de Cassaniouze et Vieillevie pour le département du Cantal.

### Encépagement

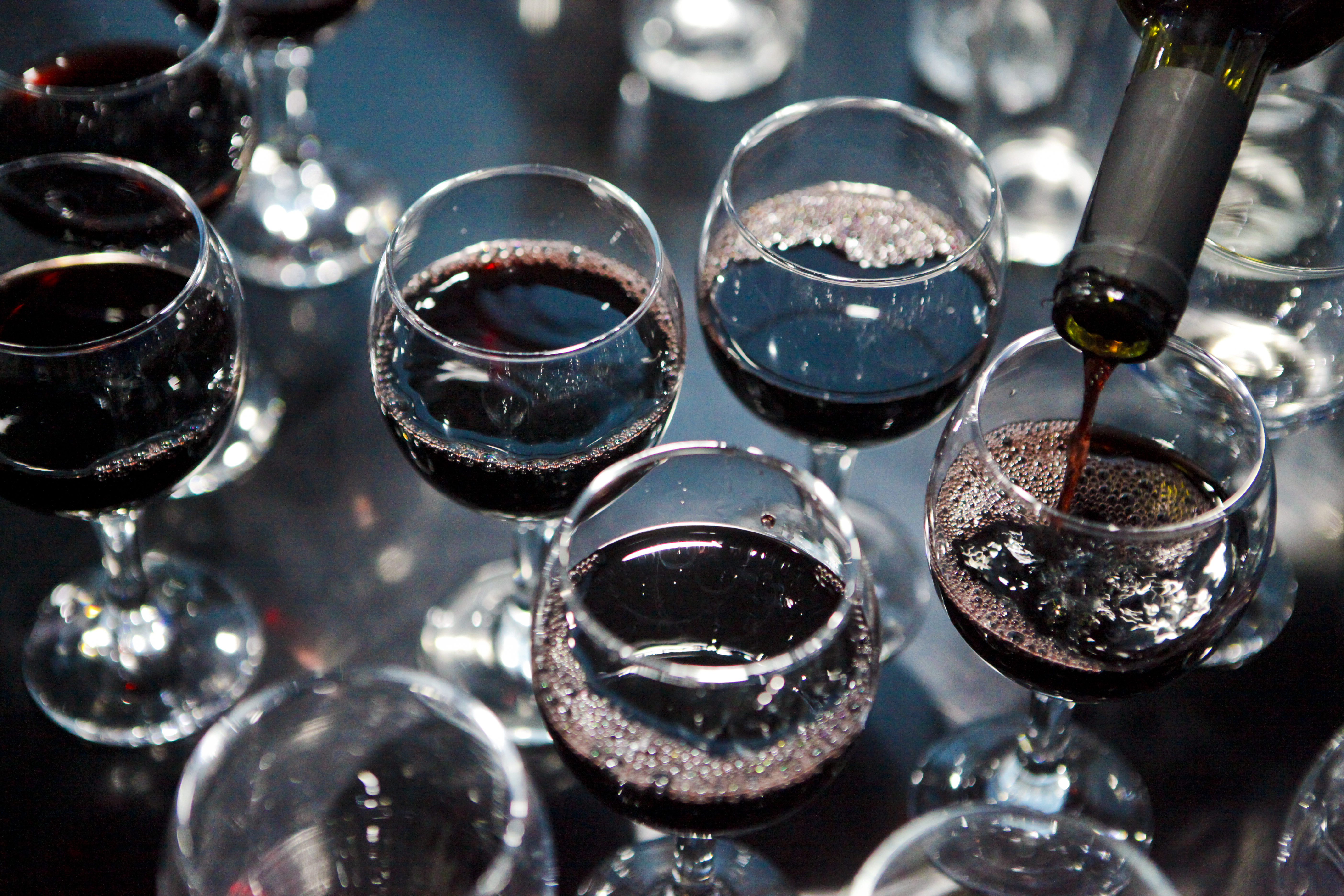
Dégustation des vins rouges

L'encépagement pour les vins rouges et rosés est composé par le fer servadou (ou mansois) le cabernet franc et le cabernet sauvignon. Les vins blancs assemblent mauzac et chenin. Par la sélection opérée par les paysans rouergats, le chenin d'Entraygues a évolué au cours des siècles, jusqu'à former un rameau du chenin d'Anjou, cultivar principal. Il s'en distingue par sa précocité.

### Méthodes culturales
La culture des vignes et l'élaboration des vins font l'objet de soins minutieux de la part de vignerons qui plafonnent le rendement à 45 hectolitres par hectare.

### Terroir et vins
Accrochés aux pentes abruptes des vallées du Lot et de la Truyère, les vignobles donnent des vins rouges, blancs et rosés parfumés et rafraîchissants.

### Type de vins et gastronomie
Les vins s'avèrent parfaits pour l'accompagnement de spécialités rouergates. Les blancs sont secs et très parfumés. Ils se consomment entre 8 et 10°. Usuellement, ils accompagnent l'estofinado et les fromages de lait de chèvre de la vallée du Lot. Les rouges et rosés, aromatiques et gouleyants, sont servis à 16° et   accompagnent les tripous, potée ou aligot.